# Grčarevec
Grčarevec – wieś w Słowenii, w gminie Logatec. W 2018 roku liczyła 239 mieszkańców.